# Limnophyes biverticillatus
Limnophyes biverticillatus är en tvåvingeart som beskrevs av Remmert 1955. Limnophyes biverticillatus ingår i släktet Limnophyes och familjen fjädermyggor.
Artens utbredningsområde är Tyskland. Inga underarter finns listade i Catalogue of Life.